# Universitatea Saint Andrews
Universitatea Saint Andrews (în engleză University of Saint Andrews), adesea denumită colocvial doar Saint Andrews, este cea mai veche, continuu operațională, universitate din Scoția și cea de-a treia ca vechime universitate din Regatul Unit și din țările de limbă engleză după universitățile Oxford și Cambridge.
Universitatea este situată în orașul St Andrews, Fife, pe coasta de est a Scoției. A fost fondată între 1410 și 1413, ca urmare a bulei papale emise de Antipapa Benedict al XIII-lea. Ulterior, Universitatea a fost adesea abreviată ca Saint And sau St And (din limba latină Sancti Andreae).
Saint Andrews este considerată una dintre cele mai bune institute de învățământ superior din Regatul Unit. Prințul William, duce de Cambridge (în engleză HRH Prince William, Duke of Cambridge, la pregătirea sărbătoririi celei de-a 600-a aniversări a prodigioasei instituții de învățământ, a descris universitatea ca fiind "de departe cea mai bună universitate din lume," conform originalului "The University of Saint Andrews as by far and away the best University in the world."  Reputația de a excela în predare și cercetare, care este cunoscută în întreaga lume, a plasat constant Saint Andrews ca una dintre universitățile de vârf ale Scoției și printre primele cinci din Regatul Unit, conform clasamentelor periodice întocmite de periodicele britanice The Times, Sunday Times și The Guardian. Un sistem de clasificare numit The Times Higher Education World Universities Ranking a identificat Universitatea Saint Andrews, în anul 2010, printre primele 20 universități din lume dintre cele specializate în arte liberale și studii despre umanism.
Universitatea Saint Andrews are un corp divers de studenți, cu un caracter cosmopolit, datorat unui procentaj de circa 30% de studenți internaționali, care provin din peste 100 de țări. Aproximativ jumătate din acești studenți sunt originari din America de Nord. În întreaga sa istorie recentă, Saint Andrews a menținut legături puternice cu instituții academice din Canada și Statele Unite, incluzând universități care sunt membri ai Ivy League.

## Istoric
Universitatea a fost fondată la începutul anilor 1410, mai exact chiar în 1410, când un act de fondare a fost emis de Catedrala Saint Andrews (în engleză Saint Andrews Cathedral), care a fost urmat la trei ani, în 1413, de o bulă papală semnată de papa Benedict al XIII-lea. Un act de susținere regală (în engleză royal charter) a fost emis în 1532. Universitatea s-a extins rapid; o facultate de pedagogie (în engleză pedagogy), numită Colegiul Sfântului Ioan (conform, Saint John's College a fost fondată între anii 1418 și 1430  de către Robert of Montrose și Lawrence of Lindores. Ulterior, au fost înființate facultățiile (colegiile) Colegiul Sfântului Salvador (conform, Saint Salvator's College) în 1450, Colegiul Sfântului Leonard (conform, Saint Leonard's College) în 1511 și Colegiul Sfintei Maria (conform, Saint Mary's College) în 1537. De fapt, Saint Mary's College a constituit o refondare a primului colegiu, Saint Johns College, și o îmbunătățire a educației pedagogice comparativ cu cea incipientă. Unele dintre clădirile timpurii, care încă se află în uz azi, datează din acea perioadă a primului secol de existență a Universității. Spre exemplu, Capela Sfântului Salvador (conform, Saint Salvator's Chapel), Capela Facultății Saint Leonard (în original, Saint Leonard's College Chapel) și Curtea interioară [pătrată] a Colegiului Sfânta Maria (în original, Saint Mary's College Quadrangle) sunt printre cele mai cunoscute ca fiind ridicate în secolele al XV-lea și la începutul secolului al XVI-lea. În primele două secole de existență a Universității, majoritatea subiectelor predate erau de natură religioasă iar corpul profesoral era compus din clerici ai catedralei omonime.

## Anul universitar
Anul universitar al Universității Sfântului Andrei folosește un sistem (neobișnuit în Regatul Unit) de două semestre. Cele două perioade de timp au denumiri specifice, [The] Martinmas și [The] Candlemas. Semestrul întâi, [The] Martinmas, durează între septembrie târziu și mijlocul lunii ianuarie a anului viitor. Există exact 12 săptămâni de predare, toate înainte de Crăciun, urmate de alte 2 săptămâni dedicate pregătirii examinelor, încheindu-se cu două săptămâni de examinare, după sărbătorirea Crăciunului.
O scurtă vacanță desparte cele două semestre, după care, la începutul lui februarie, semestrul doi, [The] Candlemas începe. Cel de-al doilea semestru are, la rândul său, 12 săptămâni de predare, care sunt întrerupte exact la jumătate (mijlocul lui martie) de vacanța de primăvară (două săptămâni, în engleză Spring Break), continuate cu alte 2 săptămâni dedicate pregătirii examenelor și încheindu-se (precum Martinmas) cu două săptămâni de examinare.

## Reputație
|                               | 2012 | 2011 | 2010 | 2009 | 2008 | 2007 | 2006 | 2005 |
| ----------------------------- | ---- | ---- | ---- | ---- | ---- | ---- | ---- | ---- |
| Times Good University Guide   |      | 4th  | 4th  | 5th  | 5th  | 20th | 7th  | 9th  |
| Guardian University Guide     |      | 4th  | 3rd  | 5th  | 4th  |      | 43rd | 11th |
| Sunday Times University Guide |      | 7th  | 5th  | 5th  | 6th  | 10th | 14th | 14th |
| Complete University Guide     | 6th  | 6th  | 7th  | 7th  | 5th  | -    | -    | -    |

|                                        | 2010      | 2009      | 2008      | 2007      | 2006      | 2005      | 2004      | 2003      |
| -------------------------------------- | --------- | --------- | --------- | --------- | --------- | --------- | --------- | --------- |
| Times Higher World University Rankings | 103rd     | –         | –         | –         | –         | –         | –         | –         |
| QS World University Rankings           | =95th     | =87th     | =83rd     | =76th     | =109th    | =136th    | 70th      | N/A       |
| Academic Ranking of World Universities | 201–300th | 152–200th | 201–302nd | 151–202nd | 151–200th | 203–300th | 202–301st | 201–250th |
| Global University Ranking              |           | 184–186th | –         | –         | –         | –         | –         | –         |

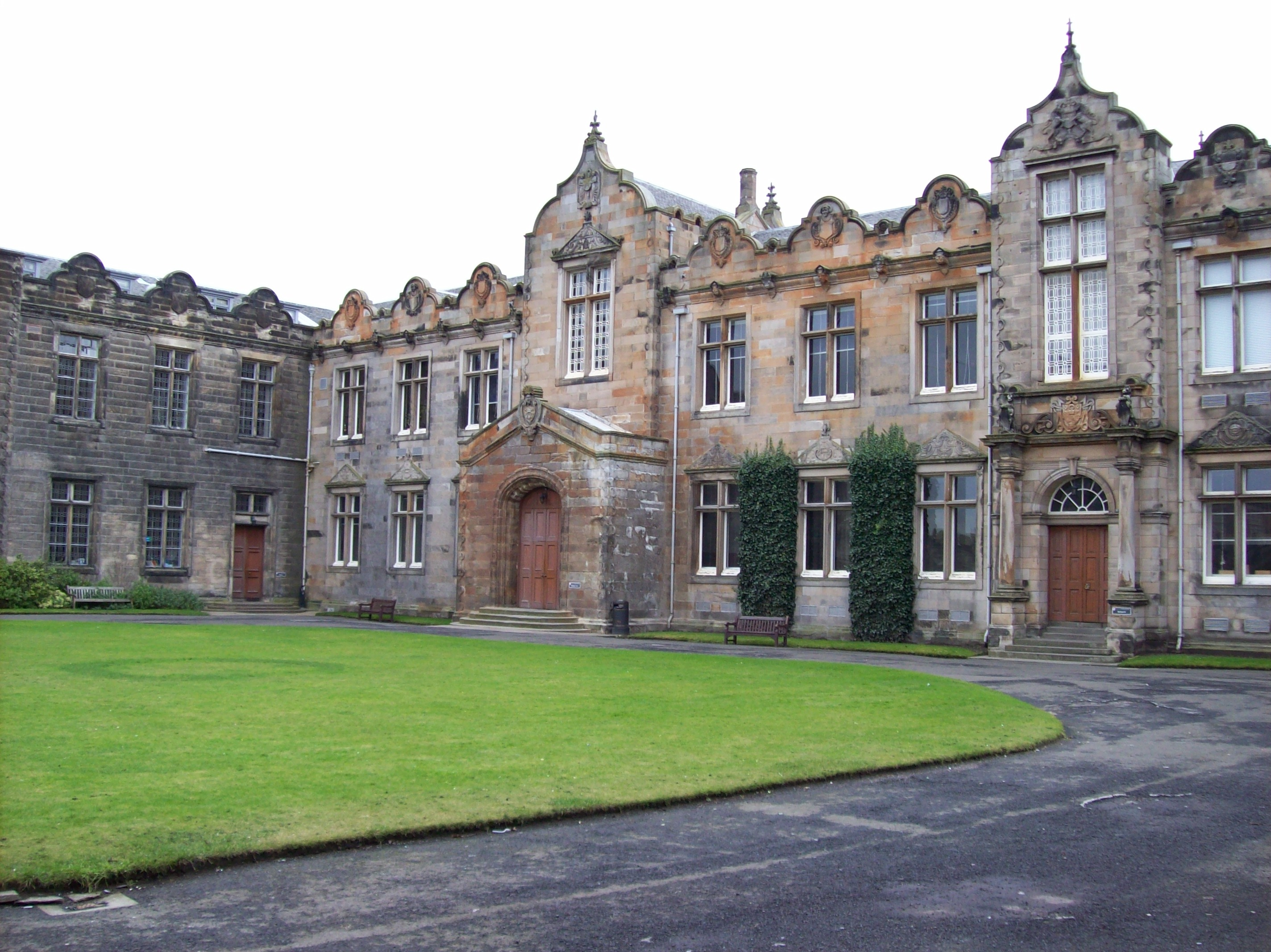
View Across St. Salvator's College

The independent IpsosMORI National Student Surveys in 2006–2008 commissioned by HEFCE placed it joint third among the UK universities.
In the Research Assessment Exercise 2001 the University did not received a rating lower than 4 on a grading scale 1–5*, where 5* denotes outstanding international research. The departments of English and Psychology have received a 5*, and 72% of staff across the university received a 5 or 5* rating. Furthermore, The Philosophical Gourmet report ranked St Andrews' joint graduate programme in philosophy with Stirling University second in the UK in 2009.